# Уред за измерване на земно съпротивление
Уред за измерване на земно съпротивление е специализиран уред за измерване на съпротивлението на почвата. Използва се за оразмеряване и проектиране на заземителни контури.
Първият инструмент за измерване на съпротивлението на почвата е изобретен през 50-те години на 20 век от Евършед и Виньол Мегърс, които правят създават тестери за изолация и земно съпротивление. Едни от най-използваните аналогови уреди за измерване в СССР са М416. От началото на 21 век няколко компании започват да произвеждат цифрови уреди за измерване и тестване на земното съпротивление.
Основната цел на уреда е да определи доколко е  успешно заземяването на електрическата мрежа. Съгласно стандарта на американския Национален електрически кодекс съпротивлението на почвата трябва да бъде по-малко от 25 ома за надеждно и ефективно заземяване на инсталацията.
Уредът измерва с три или четири сонди по метода на Шлумбергер или Венер. Уредът генерира високочестотен ток от едната сонда и спрямо пада на напрежение към другите сонди измерва съпротивлението на почвата.